# ابه ویرشما
ابه ویرشما (هلندی: Abe Wiersma؛ زادهٔ ۱۴ اوت ۱۹۹۴) قایقران روئینگ اهل هلند است.
وی در مسابقات کشوری و بین‌المللی در مجموع برندهٔ ۳ مدال طلا شده‌است.